# NGC 7101
NGC 7101 is een compact sterrenstelsel in het sterrenbeeld Pegasus. Het hemelobject werd op 3 augustus 1864 ontdekt door de Duitse astronoom Albert Marth.

## Synoniemen
- MCG 1-55-7
- ZWG 402.12
- NPM1G +08.0499
- PGC 67118